# 高崎市歌
- 日本 > 群馬県 > 高崎市 > 高崎市歌
- 日本 > 市町村 > 市町村歌 > 群馬県の市町村歌一覧 > 高崎市歌

『高崎市歌』（たかさきしか）は、群馬県高崎市の市歌である。作詞・黒崎親厚、補作詞・岡田刀水士、作曲・塚田佳男、補作曲および編曲・浜欽哉、阿部延。

## 解説
1961年（昭和36年）に高崎市の市制60周年を記念し、歌詞の懸賞募集を行った。応募総数は179篇で、入選作を詩人の岡田刀水士が補作したものを採用し、続けて実施された作曲部門の募集では36篇の応募作から当時17歳で群馬県立高崎高等学校の在校生であった塚田佳男の作品が採用となり、高崎市民音楽連盟常任理事の浜欽哉らが編曲した。
発表演奏は7月18日の市制60周年記念式典で行われ、高松町の高崎市庁舎前に歌碑が建てられている。高崎市は平成の大合併において群馬郡倉渕村、箕郷町、群馬町、榛名町および多野郡新町、吉井町を編入合併したが、合併後の市歌については高崎市の制度に統一すると定められたため、従来通り『高崎市歌』が継続使用されている。編入された町村では群馬町と榛名町が町歌、新町と吉井町が町民愛唱歌（イメージソング）を制定しており、その他の町村が制定していた音頭や小唄などを含めて住民の要望がある場合「地域の歌」として存続させる旨の申し合わせが行われた。